# You Are Not I
You Are Not I je americký nezávislý hraný film, který natočila režisérka Sara Driver podle stejnojmenné povídky Paula Bowlese. Na filmu se výrazně podílel její přítel Jim Jarmusch, který byl mj. jeho kameramanem. Spolu s režisérkou je zároveň autorem scénáře. Asistentem kamery byl Tom DiCillo. Autorem originální hudby k filmu je Phil Kline. Vypráví příběh ženy, která uteče z psychiatrické léčebny ve chvíli, kdy se nedaleko odehraje velká autonehoda (v předloze jde o železniční nehodu). Je považována za oběť autonehody v šoku a je odvezena ke své sestře. Ta se snaží přijít na to, proč byla její sestra z léčebny propuštěna. Nakonec dojde k výměně – psychicky nemocná sestra se začne vydávat za zdravou a místo jí samé do léčebny pošle svou zdravou sestru. Snímek byl natočen během šesti dnů a jeho rozpočet činil 12 000 dolarů. Film byl dlouhodobě považován za ztracený, až byla v roce 2008 jedna jeho kopie nalezena v Bowlesově pozůstalosti.